# Thyborøn-Harboøre kommun
Thyborøn-Harboøre kommun var 1970–2006 en kommun i Ringkjøbings amt i västra Danmark. Kommunens yta var 42,44 km². Invånarantalet var 4 690 personer (2005).
Thyborøn-Harboøre kommun ingår sedan danska kommunreformen 2007 i Lemvigs kommun i Region Midtjylland.